# Дубовицький потік
Дубовицький потік (словац. Dubovický potok) — річка в Словаччині, ліва притока Ториси, протікає в окрузі Сабінов.
Довжина приблизно 7.2-7.7 км. Витік знаходиться в масиві Бахурень (схил гори Жлябка) на висоті близько 800 метрів. Протікає територією села Дубовиця і міста Липани.
Впадає в Торису на висоті приблизно 375 метрів.